# Balbina Świtycz-Widacka

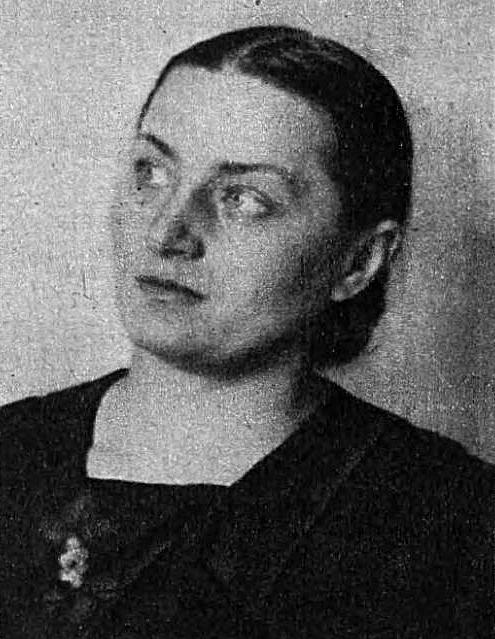
Balbina Świtycz-Widacka (przed 1939)

Balbina Świtycz-Widacka (ur. 18 marca?/31 marca 1901 w Mohylewie, zm. 28 lipca 1972 w Olsztynie) – polska rzeźbiarka i poetka.

## Życiorys
Urodziła się w rodzinie Nikodema i Marii z domu Konarskiej. W czwartym roku życia została osierocona, dalszym wychowaniem zajął się wuj, ks. Władysław Konarski mieszkający w Woroneżu, a później dr Józef Witkowski – właściciel majątku Borysewo na Polesiu. W 1924 ukończyła gimnazjum w Brześciu nad Bugiem i podjęła studia w Akademię Sztuk Pięknych w Krakowie, które ukończyła w 1929 jako uczennica wybitnego rzeźbiarza i krakowskiego medaliera Konstantego Laszczki.
Po studiach była nauczycielką plastyki w gimnazjum w Kobryniu. Na wystawie w Pińsku w 1935 otrzymała złoty medal. Jej słynna rzeźba „Poleszuczka z dzieckiem” została zakupiona i podarowana marszałkowi Józefowi Piłsudskiemu na dzień jego ostatnich imienin. Wystawiała swoje prace również w Brześciu, Kobryniu i Warszawie. Otrzymała stypendium państwowe do Włoch.
W czasie II wojny światowej przebywała w Kobryniu, gdzie ukrywała Żydów z lokalnego getta.
Po 1945 osiedliła się na Pomorzu. Kierowała referatem kultury w Wyrzysku, potem przeniosła się do Brodnicy. Krótki czas spędziła we Włocławku. Krótko mieszkała również w Giżycku (1952). W 1954 zamieszkała w Olsztynie, gdzie spędziła resztę życia.
Zmarła w Olsztynie, została pochowana w Brodnicy. Na frontonie gmachu obecnego rektoratu UWM, opodal miejsca, gdzie znajdowała się jej pracownia, umieszczono w 1992 tablicę pamiątkową z wizerunkiem artystki i napisem „Balbina Świtycz-Widacka (1901–1972). Rzeźbą swoją ukochała Warmię i Mazury”. Jest patronką ulicy na olsztyńskim osiedlu Pieczewo.

## Dorobek artystyczny

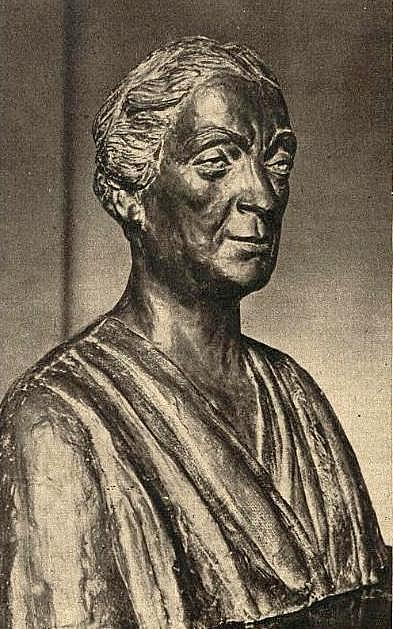
Popiersie Marszałkowej Aleksandry Piłsudskiej

Jest autorką blisko 1000 rzeźb. Kilka z nich znajduje się w Olsztynie. Ogółem miała około 70 wystaw indywidualnych i zespołowych w kraju i zagranicą (po 1945 wielokrotnie w Olsztynie, Bydgoszczy a także w Belgradzie, Moskwie, Królewcu). Jej rzeźby znajdują się m.in. w muzeach: w Warszawie, Olsztynie, Brześciu, Negotyniu (dawna Jugosławia).
Napisała ponad 1000 wierszy, aforyzmów, fraszek i erotyków. Tylko niewielka część była drukowana w prasie i antologiach. Nie doczekała się własnego zbiorku. Angażowała się w działalność Związku Artystów Plastyków i Towarzystwa Miłośników Olsztyna, którego była współzałożycielką.
Rzeźby wykonane przez Balbinę Świtycz-Widacką
- Pomnik Michała Kajki w Ełku odsłonięty w 28 września 1958 z okazji setnej rocznicy jego urodzin. Za model posłużył syn poety, Adolf Kajka z Orzysza;
- Kormoran w centrum fontanny w Kortowie w Olsztynie na tyłach księgarni akademickiej Żak.
- rzeźby w Kortowie: „Rybactwo”, „Rolnictwo”;
- głowy: Tadeusza Kotarbińskiego, Elżbiety Barszczewskiej, Leona Kruczkowskiego, Władysława Tatarkiewicza, Beethovena, Gorkiego, Chopina, Czajkowskiego, Bogumiła Linki, Wojciecha Kętrzyńskiego, Michała Lengowskiego, Emilii Sukiertowej-Biedrawiny, Marii Zientary-Malewskiej, Władysława Gębika;
- popiersia: Adama Mickiewicza w parku przed I Liceum Ogólnokształcącym im. Adama Mickiewicza w Olsztynie, Henryka Sienkiewicza w Bisztynku, Konstantego Ildefonsa Gałczyńskiego w Rucianem-Nidzie, bp. Kazimierza Bukraby, Marii Rodziewiczówny, Marii Piłsudskiej, Mariana Zyndram-Kościałkowskiego, Kordiana Józefa Zamorskiego;
- rzeźby: „Ryba z dzieckiem”, „Wiosna” (w olsztyńskim Parku Zamkowym nad Łyną).